# Encinedo
Encinedo és un municipi de la província de Lleó a la comunitat autònoma de Castella i Lleó. Forma part de la comarca de La Cabrera. Està compost pels pobles de La Baña, Losadilla, Encinedo, Forna, Quintanilla, Robledo, Santa Eulalia, Trabazos i Castrohinojo.

## Demografia
| 1991 |  | 1996 |  | 2001 |  | 2004 |
| ---- |  | ---- |  | ---- |  | ---- |
| 1098 |  | 1147 |  | 1010 |  | 967  |